# Kennedy Road
Kennedy Road es un asentamiento informal, en el suburbio de Clare Estate en Durban, en la provincia de KwaZulu-Natal en Sudáfrica.

## Historia
Fue fundado por Mzobe a fines de la década de 1970. El terreno en el que se fundó el asentamiento es empinado y desciende entre el vertedero municipal y la carretera Umgeni de 6 carriles. En el momento de la ocupación, el suburbio de Clare Estate estaba reservado, según la legislación del apartheid, para uso exclusivo de personas de ascendencia india.
La ocupación inicial fue encubierta con cabañas escondidas en el bosque y personas que tenían cuidado de no ser vistas. Pero a principios de la década de 1980, el asentamiento había alcanzado gran tamaño y la ocupación se hizo evidente.
Se resistieron varios intentos de desalojo y, a fines de la década de 1980, la Ciudad aceptó la permanencia del asentamiento. Una ONG de desarrollo vinculada al gran capital, la Urban Foundation, comenzó la actualización e instaló electricidad, baños y construyó una sala comunitaria.
Sin embargo, en 1995, un año después del fin del apartheid, se retiró la decisión de permitir la permanencia de este asentamiento informal. Desde entonces, ha habido una presión constante para que las personas acepten la reubicación en la periferia rural de la ciudad. Hasta ahora, esta presión se ha resistido con éxito.

## Bloqueo de carreteras, 2005
El 19 de marzo de 2005, alrededor de 800 personas de Kennedy Road bloquearon la carretera Umgeni y lo mantuvieron en contra de la policía durante cuatro horas, lo que resultó en 14 arrestos. En octubre de ese año, el Comité de Desarrollo de Carreteras Kennedy, junto con los Comités de otros 11 asentamientos, anunció la formación de un movimiento de habitantes de asentamientos informales en toda la ciudad conocido como Abahlali baseMjondolo. A finales de 2007, el movimiento tenía miembros en 40 asentamientos en las ciudades de Durban, Pinetown y Pietermaritzburg y ciudades más pequeñas como Port Shepstone y Tongaat. 14 de estos asentamientos están afiliados al movimiento y se conocen como los asentamientos autónomos. En los otros asentamientos, el movimiento tiene sucursales con un tamaño mínimo de 50.

## Violencia en el asentamiento, 2009
El 26 de septiembre de 2009, se informó que un grupo de unas 40 personas empuñando pistolas y cuchillos atacó una reunión juvenil de Abahlali baseMjondolo. Los atacantes presuntamente demolieron las casas de los residentes y 2 personas murieron en la violencia resultante. Los ataques continuaron hasta el martes 28 de septiembre de 2009. Académicos independientes locales e internacionales, así como miembros del movimiento Abahlali baseMjondolo, informaron que los atacantes estaban afiliados a la rama local del Congreso Nacional Africano y que el ataque fue cuidadosamente planeado y sancionado por la policía local. Sin embargo, esto ha sido negado por el ANC y la policía, quienes culpan a un 'foro' asociado con Abahlali baseMjondolo por la violencia. Los ataques han generado condenas nacionales e internacionales con algunas personas que calificaron los eventos de "golpe". Las iglesias también emitieron declaraciones de condena. El Departamento de Seguridad de KwaZulu-Natal celebró reuniones para las partes interesadas, sin embargo, estos fueron condenados como no representativos por los líderes de la iglesia y los representantes de AbM. Abahlali baseMjondolo (AbM) dijo que son víctimas de una 'purga' y que se negaron a sentarse al lado de los atacantes y han pedido una investigación independiente sobre los ataques. Varios intelectuales conocidos, entre ellos Noam Chomsky, han expresado su preocupación por los ataques y Human Rights Watch, el Centro para el Estudio de la Democracia, El Centro Noruego de Derechos Humanos y Amnistía Internacional apoyó el llamado a una comisión de investigación independiente sobre los ataques. El gobierno ignoró este llamado.
Abahlali baseMjondolo afirmó que la violencia y la intimidación de sus miembros en el asentamiento continuaron durante muchos meses después de los ataques iniciales. El Centro de Derechos de Vivienda y Desalojos en Ginebra emitió una declaración que expresó "grave preocupación por los informes de intimidación organizada y amenazas a los miembros del grupo de defensa, Abahlali baseMjondolo".
El 18 de julio de 2011, el caso contra los 12 miembros acusados de Abahlali baseMjondolo colapsó. El Instituto de Derechos Socioeconómicos de Sudáfrica emitió un comunicado diciendo que "los cargos se basaron en evidencia que ahora parece haber sido fabricada" y que el Magistrado describió a los testigos estatales como "" beligerantes "," poco confiables "y "deshonesto".

## Protesta en curso
Las recientes protestas del acuerdo, que resultaron en bloqueos de carreteras, se han centrado en el tema del acceso a la electricidad. Se ha argumentado que el ataque a Abahlali baseMjondolo en el asentamiento de Kennedy Road estuvo relacionado con el desafío exitoso del movimiento a la llamada Ley de supresión y prevención de resurgimiento de asentamientos informales de KwaZulu-Natal de 2007 en el Tribunal Constitucional.

## Otras informaciones
El asentamiento ahora alberga a aproximadamente 7000 personas. Los residentes del asentamiento de Kennedy Road han organizado muchas marchas y otras protestas contra el Consejo de la Ciudad, que a menudo han sido ocupadas por la policía y el ejército. S'bu Zikode, el jefe del movimiento de habitantes de Abahlali baseMjondolo, vive en los asentamientos informales.
En el asentamiento tiene su sede el famoso coro isicathamiya, los Dlamini King Brothers. Además, cuenta con tres iglesias, una guardería para residentes, una biblioteca para residentes y un equipo de fútbol.
El obispo Dladla, de la Iglesia Cristiana de Sion, vive en el asentamiento.